# الیس (آیداهو)
الیس (به انگلیسی: Ellis) یک منطقهٔ مسکونی در ایالات متحده آمریکا است که در شهرستان کاستر، آیداهو واقع شده‌است. الیس ۱٬۴۰۹٫۱۱ متر بالاتر از سطح دریا واقع شده‌است.